# Na Hae-ryung
Na Hae-ryung (hangul: 나해령; Bucheon, 11 de noviembre de 1994), también conocida simplemente como Haeryung, es una cantante y actriz surcoreana. Debutó en febrero de 2012 como miembro de EXID, dejando el grupo dos meses más tarde con el fin de perseguir una carrera en la actuación. En 2013, firmó con la agencia YNB Entertainment, y debutó como miembro de Bestie. En 2023, pasó a la agencia OSR Entertainment y adoptó el nombre artístico de Handara.

## Biografía
Ha sido miembro de la agencia Management Esang; desde 2023 forma parte de OSR Entertainment.
Inició su carrera como actriz infantil participando en cine y televisión, como en el drama Magic Kid Masuri.
Fue miembro del grupo EXID durante dos meses en 2012, tiempo durante el cual participó en su single debut Holla. Dejó el grupo en abril de 2012 para unirse a Bestie, con quien debutó en julio de 2013.
Más tarde participó en papeles de reparto en dramas como Hi! School-Love On, My Lovely Girl, y Los Productores. Su primer rol protagónico llegó en 2016 como Jung Kkot-nim en el drama de la KBS My Mind's Flower Rain.
Formó parte del elenco del drama Nothing to Lose (2017, SBS) interpretando a Jin Se-ra.

## Filmografía

### Películas
| Año  | Título                            | Papel                 | Notas                |
| ---- | --------------------------------- | --------------------- | -------------------- |
| 2003 | Once Upon a Time in a Battlefield | hija mayor de Kaebaek | personaje de reparto |
| 2004 | Sisil-li 2 kilometer              | estudiante graduada   | personaje de reparto |
| 2010 | Nice Shorts (segment "Girl")      | chica                 |                      |

### Series de televisión
| Año  | Título                              | Papel         | Red          | Notas                     |
| ---- | ----------------------------------- | ------------- | ------------ | ------------------------- |
| 2001 | Dancing Girl Wawa                   |               | EBS          |                           |
| 2002 | School Story                        |               | EBS          |                           |
| 2002 | Magic Kid Masuri                    |               | KBS          |                           |
| 2003 | Sharp                               |               | KBS          |                           |
| 2004 | April Kiss                          |               | SBS          |                           |
| 2013 | Nine: Nine Time Travels             | Han So-ra     | tvN          | personaje de reparto      |
| 2014 | Drama Special: Oh Man-bok is Pretty | Oh Soon-bok   | KBS          | personaje de reparto      |
| 2014 | Love and War 2: My Wife is the Boss | Chae-hee      | KBS          | personaje de reparto      |
| 2014 | Hi! School: Love On                 | Lee Ye-na     | KBS          | personaje de reparto      |
| 2014 | My Lovely Girl                      | Yoo Ra-eum    | SBS          | personaje de reparto      |
| 2015 | The Lover                           |               | Mnet         | Cameo                     |
| 2015 | The Producers                       | Yoo-na        | KBS          | aparición especial        |
| 2015 | Love Ward No. 25                    | Na Sa-rang    | Naver TVCast | Web series,protagonista   |
| 2015 | 9 Seconds - Eternal Time            | Yoo So-ra     | Naver TVCast | Web series, protagonista  |
| 2015 | Mom                                 | Joo-hee       | MBC          | personaje de reparto      |
| 2016 | My Mind's Flower Rain               | Jung Kkot-nim | KBS          | protagonista              |
| 2017 | The Universe's Star                 | Doctor        | MBC          | personaje de reparto      |
| 2017 | Judge vs. Judge                     | Jin Se-ra     | SBS          | personaje principal       |
| 2018 | Drama Special: Ping Pong Ball       | Choi In-ha    | JTBC         |                           |
| 2023 | The Escape of the Seven             | Hong Sa-ra    | SBS          | aparición especial, ep. 2 |

### Espectáculos de variedades
| Año  | Título                    | Red | Notas             |
| ---- | ------------------------- | --- | ----------------- |
| 2013 | Comedy Big League         | tvN | MC                |
| 2015 | King of Mask Singer       | MBC | Episodios 27 y 28 |
| 2015 | Law of the Jungle - Samoa | SBS | elenco            |